# Памятник русской славы
Памятник «Русской славы» — памятник 55-му пехотному Подольскому полку.
Был установлен в 1912 году в приднестровском городе Бендеры ко дню столетия победы в Отечественной войне 1812 года и присоединения Бессарабии к России в честь воинов 55-го Подольского полка.

## История

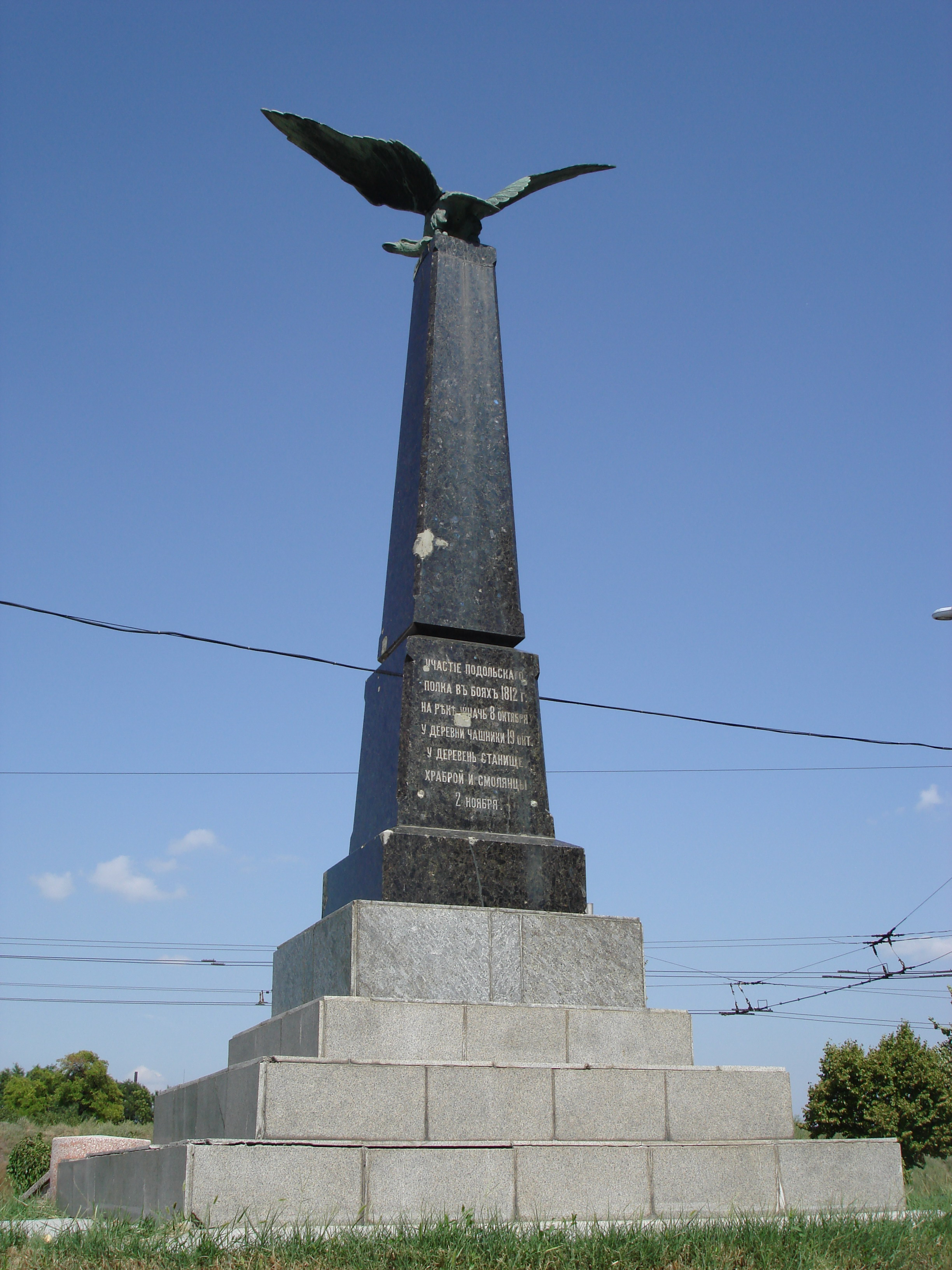
Вид сзади.
На памятнике видны следы от пуль времён Приднестровского конфликта

Сооружён на средства солдат и офицеров 55-го пехотного Подольского полка.
Обелиск стоит на небольшом холме. Ведущая к нему лестница сужается к верху и как бы продолжается далее в цокольных ступенях, которые переходят в усечённую пирамиду из серого лабрадорита, завершаемую бронзовым орлом с распластанными крыльями. На постаменте памятника, с лицевой стороны помещена надпись «Доблестным предкам — потомки», отражающая дань глубокого уважения солдатам и офицерам старшего поколения 55-го пехотного Подольского полка. На задней части постамента сделана надпись «Участіе Подольскаго полка въ бояхъ 1812 г. на рѣкѣ Ушачь 8 октября у деревни Чашники 19 окт. у деревень Станище, Храброй и Смолянцы 2 ноября».
Первоначально монумент был установлен внутри крепости и только в 1967 году вынесен за её пределы и установлен для всеобщего обозрения напротив бывших каушанских ворот Бендерской крепости. Автор монумента неизвестен.
В августе 2007 года в МВД Приднестровской Молдавской Республики вышла книга «55-й Подольский пехотный полк. История подвига служения Отечеству» автор Г. С. Вилков. Книгу можно скачать на сайте МВД в разделе «Публикации». Архивная копия от 24 марта 2022 на Wayback Machine